# Bloemfontein
Bloemfontein (nizozemsky „pramen květů“) je hlavní město provincie Svobodný stát (bývalé Oranžsko) a jako sídlo soudní moci Jihoafrické republiky je považován spolu s Pretorií (moc výkonná) a Kapským Městem (moc zákonodárná) za jedno ze tří hlavních měst země (od roku 1994 již jím ale není oficiálně).
Po Johannesburgu, Kapském Městě, Pretorii a Durbanu je 5. největším městem Jihoafrické republiky.
Město bylo založeno jako britská pevnost v převážně afrikánské oblasti roku 1846.
3. ledna 1892 se zde narodil John Ronald Reuel Tolkien.

## Počasí
Teplota zde málokdy klesne pod 30 °C.